# The Chieftains
The Chieftains är en irländsk musikgrupp grundad 1962 och som spelar irländsk folkmusik. Namnet The Chieftains ('hövdingarna') är den engelska översättningen av iriskans Taoiseach. Gruppen producerade en del av musiken till Stanley Kubricks film Barry Lyndon.